# Tapinocephalus
Tapinocephalus é um gênero extinto de terápsideos dinocéfalos ("reptéis" com características de mamíferos) que viveu no Permiano, há aproximadamente 270 milhões de anos no que hoje é a África do Sul.

## Descrição
Era de complexão robusta e de grande tamanho, sendo um herbívoro de movimentos lentos similar ao Moschops, que conviveu com ele na mesma região. Semelhantemente a outros membros de sua família, possuía um crânio maciço característico. Em vida, podiam medir até 3 metros de comprimento e pesar entre 1,5 a 2 toneladas.